# Hôtel d'Abzac de La Douze
L'hôtel d'Abzac de La Douze (ou hôtel de Mèredieu) est un hôtel particulier français implanté à Périgueux dans le département de la Dordogne, en région Nouvelle-Aquitaine. Il a été édifié au XVIe siècle.

## Présentation
L'hôtel d'Abzac de La Douze se situe en Périgord, au centre du département de la Dordogne, dans le secteur sauvegardé du centre-ville de Périgueux, en rive droite de l'Isle. C'est une propriété privée sise 12 rue Limogeanne et 2 rue Lammary.

## Histoire
La construction de l'hôtel d'Abzac de La Douze remonte au XVIe siècle.
Le 28 novembre 1938, les façades sur rue et sur cour, les toitures et l'escalier sont inscrits au titre des monuments historiques.